# 耳毛
耳毛（みみげ、じもう）とは、外耳道から溢れ出るように生える毛のこと。
一般的に若い時は産毛上で生え変わり続けるが、老化などで生えた場合は縮毛が多く、生えている人は少ない。

## 耳毛が生えるメカニズムと役割
生える理由には、「耳を守るため」や「老化によるもの」があげられるが、よく見られる・分かりやすいものは老化で生えるほうである。
耳の「防御機能」として、外からの刺激や異物の侵入を防ぐといった役割として生えてくる。
耳の穴からゴミやほこりが侵入してくるのを防ぎ、外が寒い時の冷たい空気の侵入を防いで耳の中の環境を整えてくれるという役割もある。

## 耳毛の処理
一般的に、はみ出ている耳毛は鼻毛同様に不格好なものとして扱われる。理容室などに行けば、「耳毛はいかがなされますか?」と尋ねられ、きれいにカットしてもらうのが普通である。
近年では「耳毛カッター」を用いて一人で容易に手入れすることが可能になった。